# Direction générale impériale des chemins de fer d'Alsace-Lorraine
La Direction générale impériale des chemins de fer d'Alsace-Lorraine, en allemand : « Kaiserliche Generaldirektion der Eisenbahnen in Elsaß-Lothringen » (EL), est une administration de l'Empire allemand créée en 1871, peu après la Guerre franco-allemande, afin d'exploiter les réseaux ferrés d'Alsace-Lorraine et du Luxembourg.
Elle disparaît au lendemain de la Première Guerre mondiale avec la création, par l'État français, de l'Administration des chemins de fer d'Alsace et de Lorraine (AL).

## Contexte historique

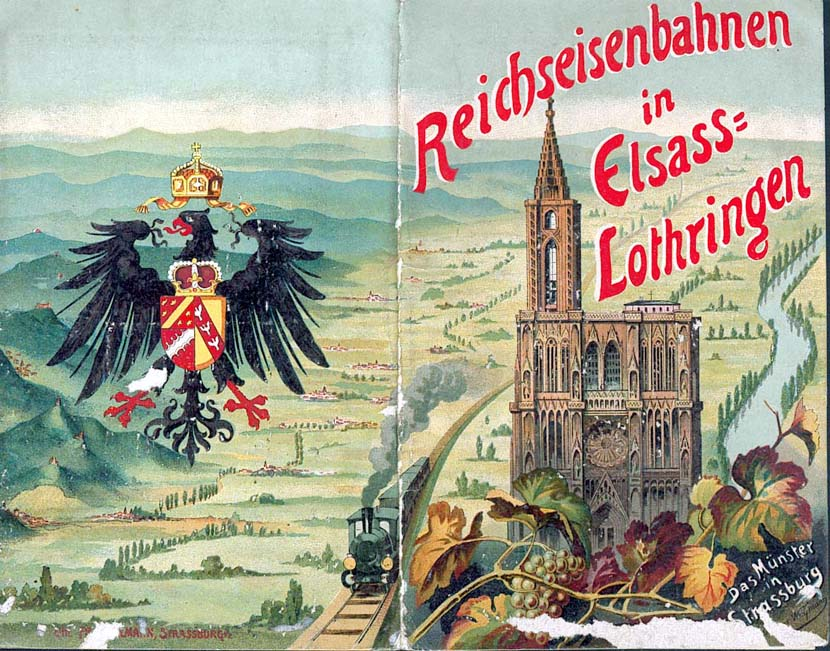
Affiche publicitaire des chemins de fer impériaux d'Alsace-Lorraine.

À la suite du traité de Francfort, les actuels départements du Bas-Rhin, du Haut-Rhin et de la Moselle furent rattachés à l'Empire allemand. Le nouveau « Reichsland Elsaß-Lothringen » comptait alors 862 km de lignes ferroviaires.
Afin d'exploiter le réseau ferré annexé, le chancelier Otto von Bismarck créé la Direction générale impériale des chemins de fer d'Alsace-Lorraine par décret du 9 décembre 1871. 
Le traité de Francfort prévoyait également la cession de toutes les propriétés de l'État français à l'Empire allemand nouvellement créé mais non les biens des compagnies privées.
Aussi la Compagnie des chemins de fer de l'Est s'empressa-t-elle de rapatrier hors des territoires annexés tout son matériel roulant. De ce fait, la toute nouvelle compagnie des chemins de fer impériaux d'Alsace-Lorraine dut acheter, dans un premier temps, du matériel roulant de diverses provenances pour pouvoir démarrer l'exploitation.
Ainsi retrouvait-on parmi l'effectif de ces premières locomotives à vapeur des machines de conception anglaise, belge, autrichienne voire française et bien sûr allemande. Il fallut attendre les années 1890 pour voir apparaître une certaine rigueur dans le choix de son matériel.
Autre conséquence de cette guerre, le réseau ferroviaire Guillaume-Luxembourg, jusqu'alors exploité par la Compagnie des chemins de fer de l'Est, fut concédé aux chemins de fer impériaux d'Alsace-Lorraine à la suite d'une convention signée à Berlin le 11 juin 1872. Cette concession, après la Première Guerre mondiale revint à l'Administration des chemins de fer d'Alsace et de Lorraine, puis à partir de 1938 à la Société nationale des chemins de fer français (SNCF) jusqu'à la création de la Société nationale des chemins de fer luxembourgeois (CFL) en 1946.
La germanisation du réseau nécessita la mise en vigueur de la signalisation allemande et la circulation à droite sur les lignes à double voie. Une des tâches des chemins de fer impériaux d'Alsace-Lorraine fut de renforcer les liens avec les réseaux du reste de l'Empire allemand. À cette occasion, diverses liaisons furent percées, notamment l'ouverture de la ligne entre Wissembourg et Landau dans le Palatinat, ce qui permit de créer une liaison internationale sur la rive gauche du Rhin entre Cologne et Bâle via Strasbourg.
La desserte intérieure ne fut également pas oubliée, notamment vers les diverses vallées vosgiennes et les sites industriels lorrains. Des impératifs stratégiques dictaient souvent les choix de cette administration, ce qui fit qu'aucune percée ne fut réalisée vers les Vosges françaises. Durant cette administration allemande, le kilométrage de lignes entre 1871 et 1918 avait triplé.
L'EL était une administration de l'État allemand mais disposait d'une relative autonomie quant à ses choix de matériel. L'Alsace disposait d'une tradition ferroviaire ancienne, et une "école alsacienne" perpétuait cette tradition : l'EMBG (Elsässische Maschinenbau-Gesellschaft) de Graffenstaden, usine-sœur de la SACM installée à Belfort depuis 1872, et ses bureaux d'études dirigés par Alfred De Glehn produisit un certain nombre de machines pour ce réseau (P7, T17).
Les ateliers De Dietrich à Reichshoffen construisirent une part importante du matériel remorqué de cette compagnie. La plus grande part des locomotives de ce réseau dérivait cependant des machines mises en œuvre pour les chemins de fer prussiens (KPEV), ce qui fait une spécificité de l'EL.
L'EL apportait un soin particulier à la construction de ses bâtiments : en effet, soucieuse de son image vis-à-vis de l'étranger et notamment de la France, l'Allemagne (et son administration en Alsace-Lorraine) fut très attentive à l'architecture et à la qualité de ses constructions ferroviaires en Alsace et en Lorraine. Ainsi les gares-frontières d'Avricourt ou de Pfetterhouse à la frontière Suisse sont remarquables, mais il en était ainsi pour toutes les constructions, même les plus modestes. Environ 350 gares et haltes ont été construites par les chemins de fer impériaux d'Alsace-Lorraine.
L'EL était composée de six divisions régionales : Strasbourg I et II, Mulhouse, Colmar, Metz et Sarreguemines. Une septième région avait également son siège à Luxembourg.
En 1878, la  Direction générale impériale  des chemins de fer d'Alsace-Lorraine est placée sous l'autorité du « Reichsamt für die Verwaltung der Eisenbahnen in Elsaß-Lothringen » de Berlin (Ministère impérial pour la gestion des chemins de fer d'Alsace-Lorraine). Auparavant, elle dépendait directement du Chancelier impérial.
En 1906, l'EL introduit la quatrième classe dans la composition des trains omnibus.
La constitution d'Alsace-Lorraine, promulguée le 31 mai 1911, précise que la construction de lignes de chemin de fer d'utilité publique ne peut se faire que par le Reich ou avec son aval.
En 1913, l'EL exploitait un réseau de 1 803 km de lignes à voie normale, 80 km de lignes à voie étroite et 196 km de lignes à voie normale au Luxembourg. Elle employait 33 209 agents et disposait de 1 129 locomotives à vapeur et 11 automotrices électriques. 
L'armistice du 11 novembre 1918 oblige l'Allemagne à remettre les lignes de chemin de fer exploitées par l'EL, avec leur personnel et le matériel, à la France dans un délai de 30 jours.
Au sortir de la Première Guerre mondiale, l'Alsace-Lorraine redevient française et son réseau ferré est placé sous la responsabilité de la nouvelle Administration des chemins de fer d'Alsace et de Lorraine (AL).

## Locomotives du réseau

### Type S -Schnellzuglokomotiven- locomotives pour train rapide
- S12 EL 1301 à 1308

### Type T -Tenderlokomotiven- locomotive-tender
- T1 EL 2001 à 2012
- T2 EL 2013 à 2043 et T2 EL 2044
- T3 EL 2045 à 2113 et T3 EL 6142 à 6144
- T4 EL 2120 à 2144 et T4 EL 6401 à 6410
- T5 EL 2145 et 2146 et T5 EL 6601 à 6637
- T9.3 EL 7051 à 7182
- T12 EL 7701 à 7725
- T13 EL 7901 à 7960
- T14 EL 8501 à 8540
- T16 EL 8101 à 8112 et T16.1 EL 8113 à 8118
- T17 EL 8301 à 8366
- T18 EL 8401 à 8427

### Type G -Güterzuglokomotiven- locomotives pour train de marchandises et mixtes
- G1 EL 1001 à 1039
- G2 EL 1040 à 1100 et 1251 à 1291
- G3 EL 1215 à 1248
- G4 et G4.1 EL 3801 à 3893
- G5.2 EL 4001 à 4215 et G5.5 EL 4271 à 4273
- G8.1 EL 5151 à 5287
- G10 EL 5401 à 5435
- G11 EL 5501 à 5547